# Sébastien Le Camus
Sébastien Le Camus (vers 1610 - 9 mars 1677), est un violiste, théorbiste et compositeur français de la période baroque.

## Biographie
Sébastien Le Camus naît vers 1610,.
Il entre au service de Louis XIII vers 1640 puis devient en 1648 intendant de la musique de Gaston d'Orléans, avant d'être nommé surintendant de la musique de la reine Marie-Thérèse en 1660, charge qu'il partage avec Jean-Baptiste Boësset,.
En 1661, il devient également ordinaire de la musique de la Chambre du roi, succédant à Louis Couperin, fonction qu'il partage avec Nicolas Hotman, puis à la mort de ce dernier avec Gabriel Caignet,.
Sébastien Le Camus meurt à Paris vers le 9 mars 1677. L'inventaire dressé à sa mort témoigne d'une évidente richesse. À son décès, son emploi à la Cour passe à son fils Charles, qui le vend trois ans plus tard à Étienne Lemoyne,.
En tant que compositeur, Sébastien Le Camus a composé plusieurs airs de cour. Il est notamment l'auteur d'airs à une ou deux voix publiés chez Ballard entre 1656 et 1717. Son fils a également réédité 32 Airs à 2 et 3 parties de feu Monsieur Le Camus (Paris, 1678),.